# Laura Di Toma
Laura Di Toma (Osoppo, 5 settembre 1954) è una judoka italiana, plurimedagliata agli europei, è stata vicecampione  mondiale 1980 a New York per la categoria 61 kg.

## Palmarès
| Anno | Competizione        | Luogo             | Risultato | Categoria |
| ---- | ------------------- | ----------------- | --------- | --------- |
| 1974 | Campionati europei  | Genova            | Oro       | 66 kg     |
| 1975 | Campionati europei  | Monaco di Baviera | Bronzo    | 66 kg     |
| 1975 | Campionati europei  | Monaco di Baviera | Bronzo    | Open      |
| 1976 | Campionati europei  | Vienna            | Bronzo    | 66 kg     |
| 1976 | Campionati europei  | Vienna            | Oro       | Open      |
| 1979 | Campionati europei  | Kerkrade          | Bronzo    | 61 kg     |
| 1980 | Campionati europei  | Udine             | Oro       | 61 kg     |
| 1980 | Campionati mondiali | New York          | Argento   | 61 kg     |
| 1981 | Campionati europei  | Madrid            | Argento   | 61 kg     |
| 1983 | Campionati europei  | Genova            | Oro       | 66 kg     |
| 1984 | Campionati europei  | Pirmasens         | Bronzo    | 61 kg     |